# Conde da Carreira
Conde da Carreira com Honras de Parente é um título nobiliárquico português criado pelo Rei D. Luís I por Decreto de 1 de Janeiro de 1862 em favor do político liberal e diplomata Luís António de Abreu e Lima, 1.º Visconde da Carreira.
O título de Visconde da Carreira foi criado pela Rainha D. Maria II por Decreto de 1 de Dezembro de 1834 em favor de Luís António de Abreu e Lima.
Ao título de Conde da Carreira foram acrescentadas Honras de Parente pelo Rei D. Luís I por Decreto de 31 de Outubro de 1862.

## Viscondes da Carreira (1834)
Título criado pela Rainha D. Maria II por Decreto de 1 de Dezembro de 1834 em favor de Luís António de Abreu e Lima.

### Titulares
1. Luís António de Abreu e Lima (1787–1871), 1.º Visconde e Conde da Carreira
2. Diogo Gomes de Abreu e Lima (1775–1848), 2.º Visconde da Carreira
3. Luís Bravo de Abreu e Lima (1815–1866), 3.º Visconde da Carreira
4. Bento Malheiro Pita de Vasconcelos (1841–1915), 4.º Visconde da Carreira

### Armas
As dos Condes da Carreira.

## Condes da Carreira (1862)
Título criado pelo Rei D. Luís I por Decreto de 1 de Janeiro de 1862 em favor de Luís António de Abreu e Lima, 1.º Visconde da Carreira.
Ao título de Conde da Carreira foram acrescentadas Honras de Parente pelo Rei D. Luís I por Decreto de 31 de Outubro de 1862.

### Titulares
1. Luís António de Abreu e Lima (1787–1871), 1.º Visconde e Conde da Carreira
2. Luís António Malheiro de Távora de Abreu e Lima (1886–1956), 2.º Conde da Carreira

### Armas
Armas de Távora (plenas). Escudo: de prata com cinco faixas ondadas de azul, que representam o Rio Távora. Timbre: golfinho de azul.